# Marc Evers
Marc Evers (Hillegom, 17 juni 1991) is een Nederlandse zwemmer gespecialiseerd in de schoolslag, vlinderslag, vrije slag en rugslag.
Evers heeft een verstandelijke beperking en autisme en komt uit in de klassen S14 en SB14. Evers begon op twaalfjarige leeftijd met wedstrijdzwemmen en won bij de jeugd al diverse nationale titels.
Na een aantal jaar vond zijn trainer het beter dat Evers bij een reguliere zwemvereniging ging zwemmen om zijn talent verder te ontwikkelen. Hij zwom toen bij de Zevensprong in Lisse (een vereniging voor mensen met een beperking). Na bij diverse zwemverenigingen afgewezen te zijn omdat deze het niet aandurfden om iemand met een verstandelijke beperking aan te nemen, kwam hij bij ZV Haerlem terecht. Hier trof hij trainer Wim Ten Wolde met wie hij gelijk een klik had.
In 2007 kwam Evers bij de nationale zwemselectie. Tijdens de Open Nederlandse Kampioenschappen in Eindhoven, in december 2011 kwalificeerde Evers zich voor de Paralympische Zomerspelen 2012 in Londen. Hij won daar op 31 augustus 2012 de gouden medaille op de 100 meter rugslag in een wereldrecordtijd en op 6 september een bronzen medaille op de 100 meter schoolslag.
Marc was de eerste sporter met een verstandelijke beperking die sinds de Spelen van 2000 in Sidney een gouden medaille omgehangen kreeg.
Op 14 augustus 2013 maakt Marc zijn trilogie compleet door naast het Europees en Paralympisch goud, ook de wereldtitel voor zich op te eisen in een wereldrecordtijd. Naast de titel op de 100 meter rugslag werd hij op het WK in Montréal ook wereldkampioen op de 100 meter schoolslag in een nieuw Europees record en op de 200 meter wisselslag in een nieuw wereldrecord.

## Beste uitslagen

### Paralympische Spelen
| Evenement   | Resultaat | Onderdeel           |
| ----------- | --------- | ------------------- |
| Rio 2016    | goud      | 200 m wisselslag PR |
| Rio 2016    | zilver    | 100 m rugslag       |
| Rio 2016    | brons     | 100 m schoolslag    |
| Londen 2012 | goud      | 100 m rugslag WR    |
| Londen 2012 | brons     | 100 m schoolslag    |

### Wereldkampioenschappen
| Evenement      | Resultaat | Onderdeel           |
| -------------- | --------- | ------------------- |
| Glasgow 2015   | goud      | 100 m schoolslag    |
| Glasgow 2015   | zilver    | 200 m wisselslag    |
| Glasgow 2015   | brons     | 100 m rugslag       |
| Montréal 2013  | goud      | 100 m rugslag WR    |
| Montréal 2013  | goud      | 100 m schoolslag ER |
| Montréal 2013  | goud      | 200 m wisselslag WR |
| Eindhoven 2010 | brons     | 100 m rugslag       |
| Liberec 2009   | zilver    | 100 m vlinderslag   |
| Liberec 2009   | zilver    | 200 m vlinderslag   |

### Europese kampioenschappen
| Evenement      | Resultaat | Onderdeel           |
| -------------- | --------- | ------------------- |
| Dublin 2018    | goud      | 100 m rugslag       |
| Dublin 2018    | goud      | 100 m vlinderslag   |
| Funchal 2016   | goud      | 200 m wisselslag    |
| Funchal 2016   | goud      | 100 m rugslag       |
| Eindhoven 2014 | goud      | 100 m schoolslag    |
| Eindhoven 2014 | goud      | 100 m rugslag WR    |
| Eindhoven 2014 | goud      | 200 m wisselslag WR |
| Berlijn 2011   | goud      | 100 m schoolslag    |
| Berlijn 2011   | goud      | 100 m rugslag       |
| Berlijn 2011   | zilver    | 200 m vrije slag    |
| Reykjavik 2009 | brons     | 200 m wisselslag    |
| Reykjavik 2009 | brons     | 100 m vrije slag    |
| Ostrowiec 2008 | zilver    | 400 m Wisselslag    |
| Ostrowiec 2008 | zilver    | 200 m Vlinderslag   |
| Ostrowiec 2008 | brons     | 100 m Vlinderslag   |